# Nanlü (köpinghuvudort i Kina, Hainan Sheng, lat 19,25, long 110,08)
Nanlü är en köpinghuvudort i Kina. Den ligger i provinsen Hainan, i den södra delen av landet, omkring 92 kilometer söder om provinshuvudstaden Haikou. Antalet invånare är 24 706. Befolkningen består av 11 770 kvinnor och 12 936 män. Barn under 15 år utgör 24,0 %, vuxna 15-64 år 66 %, och äldre över 65 år 8,0 %.
Runt Nanlü är det ganska tätbefolkat, med 199 invånare per kvadratkilometer. Närmaste större samhälle är Tuncheng, 12,8 km norr om Nanlü. I omgivningarna runt Nanlü växer huvudsakligen savannskog.
Genomsnittlig årsnederbörd är 2 294 millimeter. Den regnigaste månaden är september, med i genomsnitt 368 mm nederbörd, och den torraste är januari, med 20 mm nederbörd.